# Rufiyaa
La rufiyaa maldivienne ou roupie maldivienne (en maldivien : ދިވެހިރުފިޔާ) est la devise des Maldives. 

## Historique
L’établissement de la devise est commandé par l’Autorité monétaire des Maldives. Le code ISO 4217 pour la rufiyaa maldivienne est MVR, l'abréviation rf est aussi utilisée.

## Subdivisions
Une rufiyaa est divisé en 100 laari. Le mot rufiyaa est dérivé du mot hindi rupayā, « roupie ».

## Taux de change
Le taux de change officiel est 17,3 MVR pour 1 EUR (août 2019).

## Symboles
Le symbole de cette monnaie est le « cauri » ou porcelaine monnaie, deux noms du coquillage Monetaria moneta, qui fut utilisé comme monnaie principale du pays pendant de nombreux siècles avant l'introduction des monnaies métalliques puis du papier-monnaie. 
Les deux autres symboles du pays sont les voiliers (des boutres traditionnels), le poisson (notamment des thons) et le cocotier. 